# Diogmites cuantlensis
Diogmites cuantlensis là một loài ruồi trong họ Asilidae. Diogmites cuantlensis được Bellardi miêu tả năm 1861. Loài này phân bố ở vùng Tân nhiệt đới.